# Jean Baer
Jean L. Baer (* 17. Mai 1923 in Chicago, Illinois; † 1. Juli 1992 in New York City) war eine US-amerikanische Journalistin und Autorin.

## Leben
1944 machte sie ihren Abschluss an der Cornell University. 1965 war sie Leiterin der Öffentlichkeitsarbeit beim Seventeen Magazine. Ihr erster Bucherfolg war das 1965 im Verlag Macmillan erschienene Buch Follow Me!, ein Reiseführer für Frauen, die einen Ehemann im Ausland suchten. 1968 heiratete Baer Herbert Fensterheim, Ph. D., einen klinischen Psychologen. Gemeinsam mit ihm schrieb sie mehrere psychologische Ratgeberbücher, die ins Deutsche und andere Sprachen übersetzt wurden.
Baer starb am 1. Juli 1992 im Cabrini Hospice in Manhattan an Krebs.

## Veröffentlichungen
- 1965: Follow Me!, Macmillan
- 1968: The Single Girl Goes to Town, Macmillan
- 1972: The second wife; how to live happily with a man who has been married before, Doubleday
- 1976: How to Be an Assertive, Not Aggressive, Woman: A Total Guide to Self-Assertiveness in Life, in Love, and on the Job,  Rawson, ISBN 0892560029
- 1977: Sag nicht ja, wenn du nein sagen willst, Mosaik Verlag, ISBN 3-570-07650-4 (Don't say yes when you want to say no, 1975, ISBN 0440154138), mit Herbert Fensterheim
- 1980: Leben ohne Angst, Mosaik-Verlag, ISBN 3-570-01257-3, oder Das Anti-Angst-Training (Mosaik-Verlag, 1988, ISBN 3-570-01257-3) (Stop running scared!), mit Herbert Fensterheim
- 1982: The self-chosen : "our crowd" is dead, long live our crowd, ISBN 0877953309
- 1989 Was tun, wenn alles schiefgeht?, Mosaik-Verlag, mit Herbert Fensterheim (Making Life Right When It Feels All Wrong, Macmillan, 1988)